# Schillerlocke

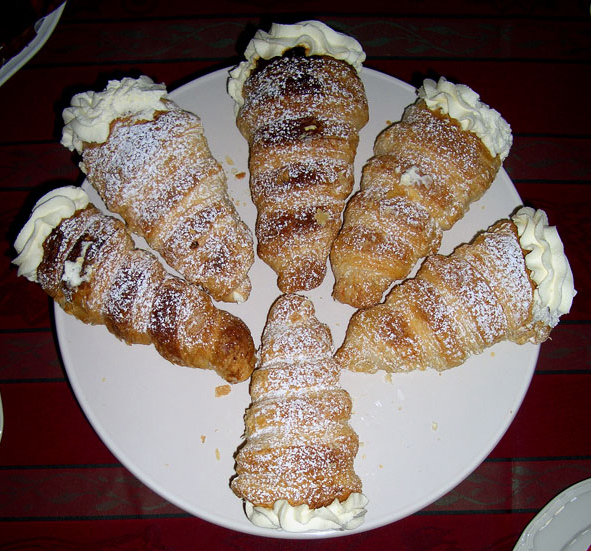
Schillerlocken en forma de cono

Schillerlocken son dulces austríacos, elaborados con hojaldre en forma un cono o tubo y rellenos de merengue o nata montada. Cuando tienen forma de tubo, en alemán son más comúnmente llamados Schaumrollen. Suelen estar endulzados con crema batida o a veces con un relleno de puré de crema sin azúcar. 
Los pasteles se hacen envolviendo tiras de pasta fina en espiral alrededor de un tubo de chapa metálica en forma de cono, que luego se recubre y se cuece. La versión dulce se envuelve a menudo en azúcar gruesa o azúcar en polvo antes de hornear. 

## Denominaciones

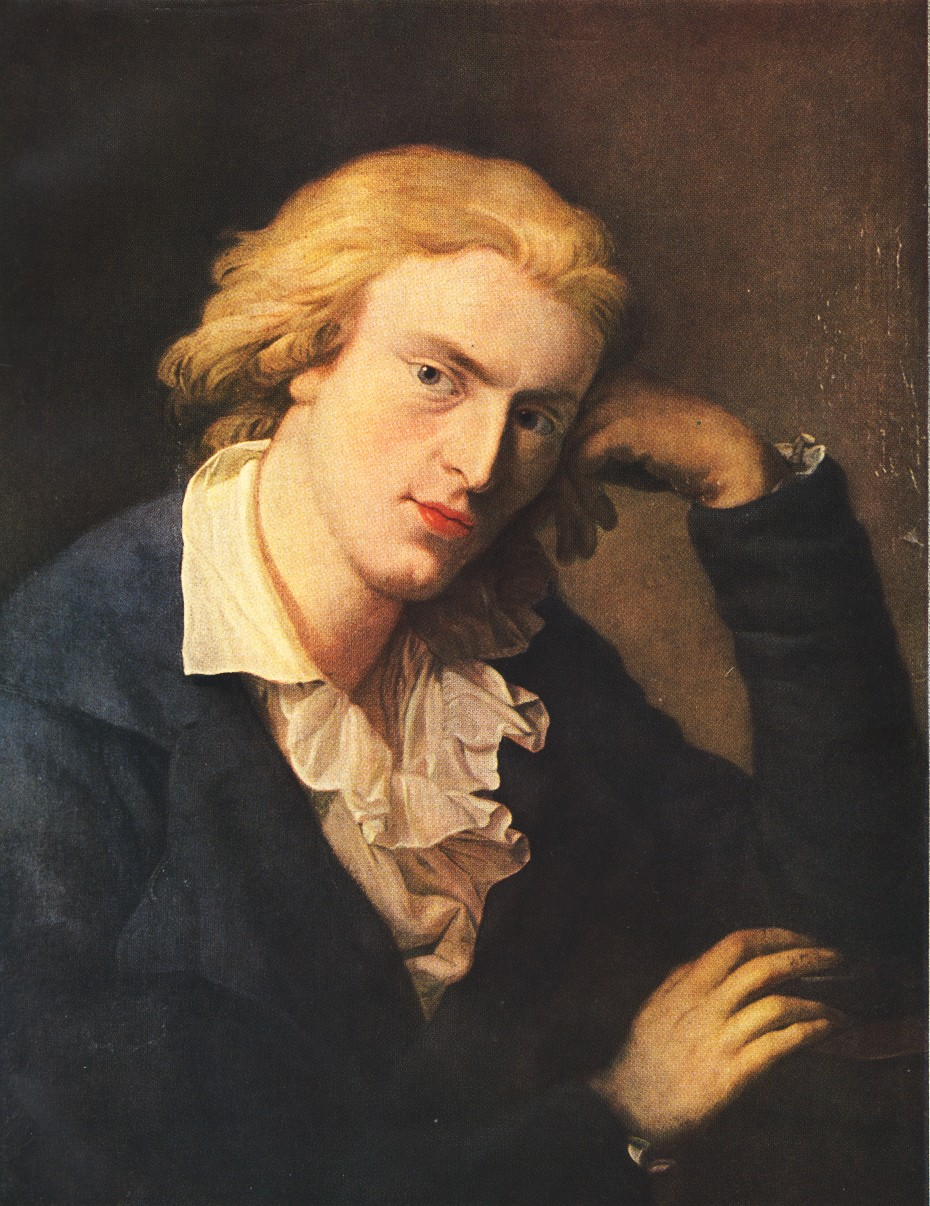
Friedrich Schiller retratado por Anton Graff, 1791.

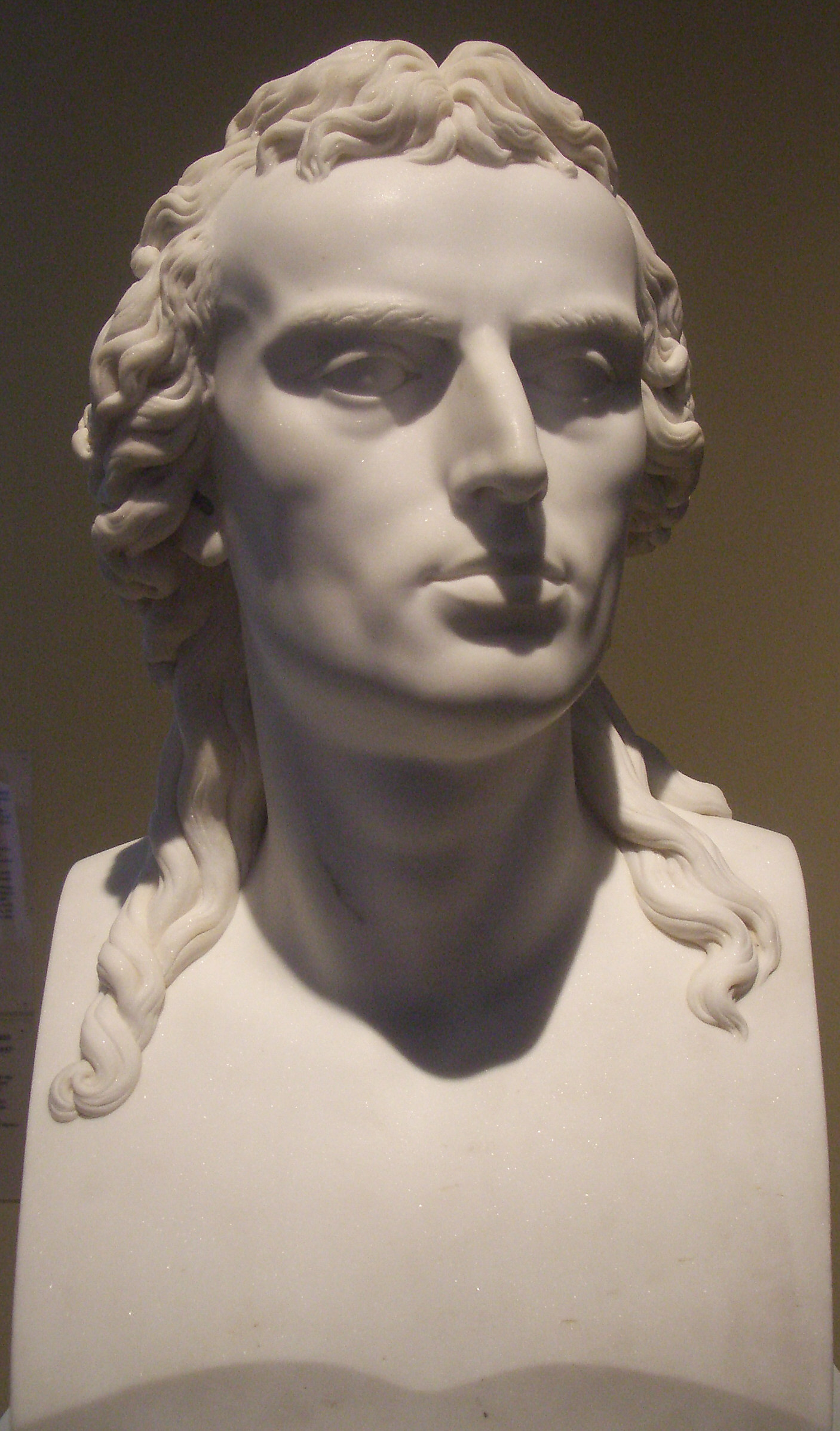
Busto de Friedrich Schiller realizado por el escultor Johann Heinrich Dannecker, 1806.

El término alemán Schillerlocken significa "bucles de Schiller" y se remonta al retrato de Friedrich Schiller realizado por Anton Graff entre 1786 y 1791 . Dicho retrato muestra a Friedrich Schiller con su cabello rubio y rizado en una pose relativamente informal sentado a una mesa. La obra, que ahora se encuentra en la Kügelgenhaus de Dresde, se copió a menudo y también se distribuyó ampliamente como un grabado en cobre, lo que llevó al público a nombrar de esta manera a los Schillerlocken. Los mechones de Schiller son mucho más evidentes en otras obras que la realizada por Graff, por ejemplo, en el busto de 1806 esculpido por Johann Heinrich von Dannecker. 
En tanto, el término Schaumrollen significa literalmente "rollos de espuma" o "rodillos de espuma".
En Eslovaquia son conocidos como krémové trubičky o šamrole, en República Checa son conocidos como kremrole. Están rellenos con las claras de huevo batidas con azúcar o crema batida y espolvoreado con azúcar.
En Estados Unidos son comúnmente referidos como cream horns. 
En Italia, los Schaumrollen son conocidos como cannoncini. Desde allí, fueron llevados por la gran inmigración italiana a Argentina y en ese país su nombre fue traducido como cañoncitos, siendo su relleno más común dulce de leche o crema pastelera.